# Mockingbird Valley
Mockingbird Valley är en inkorporerad ort i Jefferson County i Kentucky. Vid 2020 års folkräkning hade Mockingbird Valley 175 invånare.